# Топлёные сливки
Топлёные сливки (англ. Clotted cream), также Девонши́рские или  Корнуо́льские — традиционный английский молочный продукт, получаемый путём длительного нагревания жирных сливок и их последующего медленного охлаждения. Отличаются очень высокой жирностью (около 55-65 %) и нежной, слегка ореховой текстурой. Традиционно входят в состав «английского чайного стола» и используются в сервировке английского послеобеденного чаепития файф-о-клок.

## История
Происхождение топлёных сливок связывают с графствами Девон и Корнуолл в юго-западной Англии. Историки полагают, что метод их приготовления может восходить к временам кельтских и даже римских поселений, когда таким образом увеличивали срок хранения молочных продуктов. Является близким родственником ближневосточного каймака и других подобных продуктов. Существует также предположение, что финикийские торговцы, прибывшие в Корнуолл более 2000 лет назад в поисках олова, могли привезти с собой ближневосточную технологию его изготовления.
Согласно некоторым данным, сливки подобным образом готовились уже в XI веке в монастырях и фермерских хозяйствах региона. В XIX веке продукт приобрёл популярность как элемент английского «Корнуольского чая» и послеобеденного чаепития файф-о-клок — чаепития с булочками (сконами), джемом и топлеными сливками.

## Приготовление
Для приготовления используют непастеризованные сливки с жирностью не менее 55 %. Их нагревают в плоской ёмкости (например, в кастрюле или неглубокой жаровне) при температуре около 70-80° C на водяной бане или в духовке в течение 12 часов. После этого сливки охлаждают при температуре не выше 5° C, и сверху образуется густая корочка — именно она и считается «топлёными сливками».
В промышленности возможен более быстрый процесс с использованием сепараторов и пастеризации, но традиционный способ сохраняет уникальную текстуру и вкус.

## Употребление
Обычно подаются с булочками (сконами), джемом и чаем. Особенно популярны в Корнуолле и Девоне. Используются также как десертная добавка или намазка. Входит в состав «английского чайного стола» и используются в сервировке традиционного английского послеобеденного чаепития файф-о-клок.

## Правовой статус
Корнуольские топлёные сливки (Cornish clotted cream) с 1998 года имеют статус защищённого наименования происхождения (PDO) в рамках законодательства ЕС и Великобритании. Это означает, что продукт под этим названием может производиться только в Корнуолле и только из местного молока.

## Пищевая ценность
Продукт обладает высокой калорийностью (около 600—700 ккал на 100 г) и содержит до 60 % молочного жира. Благодаря термической обработке имеет длительный срок хранения без консервантов.